# 迪化二〇七博物館
迪化二〇七博物館位於臺北市迪化街一段207號，是臺灣第一座依《博物館法》以自然人名義設立登記的私立博物館。該建築建於1962年，2006年由原屋主莊添慶先生後代出售，幾經易手，2009年被列為臺北市歷史建築，2016年由陳國慈承購，以推廣文化資產活化為理念於2017年4月15日正式對外免費開放參觀。2022年8月31日，該館因創辦人退休結束營運。

## 歷史
該館前身為廣和堂藥舖，起建於1962年，2009年被列為臺北市歷史建築，該建築在鄰近的西式街屋群裡因地制宜發展出特殊圓弧形立面，外觀為大面積開窗設計，具簡潔線條的現代主義特色。建築地坪面以磨石子為主要建材，有三幅磨石子作品，在戶外騎樓可見「蜜蜂採蜜」、一樓室內有傳達出建築曾為中藥舖之過往的「老山高麗蔘」、二樓「葡萄」搭配英文字母造型和磨石子樓梯的扶手曲線。2021年4月26日，經文資審議會該歷史建築更名為「迪化街一段207號店屋（原廣和堂藥舖）」。

## 外部連結
迪化二０七博物館官方網站 （页面存档备份，存于）

老街上誕生的博物館　從空間生產到消費地方

從藝術介入、創意市集到社區記憶再現—大稻埕都市再生的後博物館想像 （页面存档备份，存于）

迪化207博物館：承載舊時代常民記號，一棟建築連接過去與現在的生活文化記憶 （页面存档备份，存于）